# 닐 머리
닐 머리(Neil Murray, 1950년 8월 27일 ~ )는 웨일스의 음악가이다.